# DW Водолея
DW Водолея (лат. DW Aquarii) — одиночная переменная звезда в созвездии Водолея на расстоянии (вычисленном из значения параллакса) приблизительно 23364 световых лет (около 7163 парсеков) от Солнца. Видимая звёздная величина звезды — от +16,3m до +14,3m.

## Характеристики
DW Водолея — жёлто-белая пульсирующая переменная звезда типа RR Лиры (RRAB) спектрального класса F. Эффективная температура — около 6222 К.